# Natalino Terracciano
Natalino Terracciano (Sant'Egidio del Monte Albino, 1º gennaio 1920 – Sant'Egidio del Monte Albino, 15 luglio 1993) è stato un abate della Chiesa cattolica italiano. Ultimo abate titolare della Monumentale Abbazia di Santa Maria Maddalena in Armillis.

## Biografia
Pronipote di Don Luigi Savino, abate/rettore dell'Abbazia di S. Maria Maddalena in Armillis, nel periodo 1893 - 1908, sin da piccolo è chierichetto nell'abbazia ed a casa, tra i suoi giochi preferiti, vi è la celebrazione della messa.
Segue, passo dopo passo, Don Ambrogio Ferraioli, abate illuminato di S. Maria Maddalena dal 1908 al 1945, il quale, intuendo la forza della vocazione di Natalino, gli rivolge premurose cure nel periodo dell'adolescenza.
Giovanissimo, entra in seminario a Nocera e poi a Salerno, dove compie prima gli studi liceali e poi quelli teologici.
Ordinato sacerdote nell'Abbazia di Santa Maria Maddalena in Armillis il 30 giugno 1946, entra in possesso del titolo di abate il 5 giugno 1955, con grande processione per il paese e solenne cerimonia religiosa presieduta dal vescovo della Diocesi di Nocera Inferiore-Sarno, monsignor Fortunato Zoppas.
Durante la sua reggenza, è costretto a verificare il trafugamento di opere d'arte di grande valore, come i “Mori” del pulpito ligneo, l'acquasantiera in pietra del 1567, il battistero, i cancelli bronzei della balaustra, un bassorilievo marmoreo della Maddalena, la collezione dei pastori del Settecento napoletano, la statua della Madonna bambina.
Don Natalino muore il 15 luglio 1993, pochi giorni dopo aver festeggiato, col gruppo dei fedeli a lui più vicini, il 47º anniversario di ordinamento sacerdotale.